# گناه اولگا برانت
گناه اولگا برانت (انگلیسی: The Sin of Olga Brandt) یک فیلم صامت در سبک درام است که در سال ۱۹۱۵ منتشر شد. از بازیگران آن می‌توان به پالین بوش و لان چینی اشاره کرد. از این فیلم نسخه‌ای در دسترس نیست.